# Jacques Paul Migne
Jacques Paul Migne (Saint-Flour, 25 de outubro de 1800 – 24 de outubro de 1875) foi um padre francês que publicou edições de baixo custo e amplamente distribuídas de obras teológicas, enciclopédias e textos dos padres da Igreja, com o objetivo de prover uma biblioteca universal para os sacerdotes católicos.
Ele nasceu em Saint-Flour e estudou teologia em Orléans. Foi ordenado em 1824 e colocado a cargo da paróquia de Puiseaux, na diocese de Orléans, onde suas simpatias monarquistas ultracatólicas estavam fora de sintonia com o patriotismo local e o novo regime do Rei-cidadão. Em 1833, após ter caído em desgraça com o seu bispo por causa de um panfleto que publicou, ele foi para Paris e, no dia 3 de novembro, fundou um jornal chamado L'Univers religieux, que ele pretendia manter livre de qualquer influência política: ele rapidamente juntou 1800 assinantes e foi editado por 3 anos. O jornal se tornaria depois o órgão ultramontano de seu co-editor, Louis Veuillot, L'Univers.

## Uma edição completa da patrologia

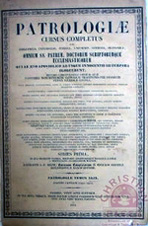
Capa da Patrologiae cursus completus de Migne

Migne se convenceu do poder da imprensa e o valor intrínseco da informação bruta amplamente distribuída. Em 1836 ele abriu sua grande editora, a Imprimerie Catholique, em Petit Montrouge, no 14.º arrondissement de Paris. Lá, ele produziu rapidamente numerosas obras religiosas para uso do baixo clero a preços populares que garantiam a ampla circulação. Os mais famosos deles foram: Scripturae sacrae cursus completus ("Curso completo na sagrada escritura"), que juntava um amplo repertório de comentários sobre cada um dos livros da Bíblia, e Theologiae cursus ("Curso teológico"), cada um em 28 volumes entre 1840-5. Também Collection des auteurs sacrés (100 volumes, 1846-8) e Encyclopédie théologique (171 volumes, 1844-6).
As três grandes sérias que garantiram a sua reputação foram as do Patrologiae cursus completus, a série latina (Patrologia Latina) em 221 volumes (1844-5); a série grega (Patrologia Graeca), publicada inicialmente em latim (85 volumes, 1856-7), então publicada com o texto grego e a tradução latina (165 volumes, 1857-8). Embora os estudiosos terem sempre criticado-as, estes textos apressadamente editados, quase sem custo e amplamente distribuídos foram muito lentamente sendo substituídos por edições críticas no último século e meio. Embora o papel barato dos originais torne-os frágeis hoje, o escopo da Patrologia ainda faz dela única e valiosa sempre que o equivalente moderno não exista. Ela é muito mais completa do que qualquer outra coleção patrística e literatura subsequente jamais feita e é improvável que haja algo similar novamente. Para conseguir criar tanto em tão pouco tempo, Migne reimprimiu o melhor ou a mais recente edição disponível. Na PG, as traduções latinas foram muitas vezes feitas na Renascença antes de qualquer texto grego ter sido impresso e, por isso, não representam o original com precisão. Os índices são úteis para localizar referências nas obras patrísticas. A coleção agora está disponível digitalmente em algumas bibliotecas e existe uma versão online como um serviço por assinatura.

## Disputas com as editoras estabelecidas e com a hierarquia católica
Migne passou por cima do sistema estabelecido no mercado editorial com suas assinaturas diretas. Sua Imprimerie Catholique se desenvolveu até se tornar a maior editora privada da França. Tragicamente, porém, para Migne, na noite de 12-13 de fevereiro de 1868, um devastador incêndio, que começou nas impressoras, destruiu a empresa de Migne, que naquele momento produzia também objetos religiosos. A despeito de suas apólices de seguro, Migne só conseguiu recuperar uma pequena parte do que perdeu.
Logo em seguida, Mons. Georges Darboy, arcebispo de Paris, proibiu que o negócio continuasse e chegou até a suspendê-lo de suas funções sacerdotais. A guerra franco-prussiana de 1870 causou ainda mais problemas para ele. Então, a cúria do Papa Pio IX produziu um decreto condenando o uso das receitas da missa para a compra de livros, e na qual Migne e suas publicações foram particularmente nomeadas.
Migne morreu sem jamais ter recuperado sua prosperidade. Sua Imprimerie Catholique passou em 1876 para as mãos dos irmãos Garnier ("Garnier Fréres").
A Patrologia Latina e a Patrologia Graeca (juntamente com a Monumenta Germaniae Historica) estão entre as grandes contribuições do século XIX para o estudo acadêmico dos patrísticos e sobre a Idade Média. Dentro da Igreja Católica, as edições de Migne foram responsáveis por colocar pela primeira vez nas mãos dos padres muitos textos originais.